# Ferkla El Oulia
Ferkla El Oulia (franska: Ferkla El Oulia (CR), Ferkla El Oulia (Commune Rurale), arabiska: اغبالو انكردوس) är en kommun i Marocko.   Den ligger i provinsen Errachidia och regionen Drâa-Tafilalet, i den nordöstra delen av landet, 300 km sydost om huvudstaden Rabat. Antalet invånare är 20 166.